# Trichesthes crinalis
Trichesthes crinalis är en skalbaggsart som beskrevs av Bates 1888. Trichesthes crinalis ingår i släktet Trichesthes och familjen Melolonthidae. Inga underarter finns listade i Catalogue of Life.